# Oslo-Studentenes IL
L’Oslo-Studentenes IL (OSI) est un club de handball situé à Oslo en Norvège. Il a été fondé en 1945.

## Palmarès
- Championnat de Norvège (2) :  1967-68, 1969-70.